# Krzysztof Tołwiński
Krzysztof Tołwiński (ur. 28 lutego 1968 w Siemiatyczach) – polski polityk, samorządowiec i rolnik, w 2007 podsekretarz stanu w Ministerstwie Skarbu Państwa, w latach 2010–2011 poseł na Sejm VI kadencji.

## Życiorys
Z wykształcenia technik leśnik, ukończył technikum leśne w Białowieży. Pracował w Lasach Państwowych. W 1989 rozpoczął prowadzenie gospodarstwa rolno-hodowlanego, w 2021 liczącego około 40 hektarów i nastawionego głównie na produkcję mleka (w większości sprzedawanego Monieckiej Spółdzielni Mleczarskiej w Mońkach, w części przeznaczanego na produkcję twarogu i sera podpuszczkowego). Zajął się także organizacją wystaw koni hodowlanych.
W 1997 wszedł w skład Krajowej Rady Izb Rolniczych. Od 1999 do 2002 był prezesem Podlaskiej Izby Rolniczej. W 2001 współtworzył Związek Zawodowy Rolników „Ojczyzna”, w którym pełnił funkcję wiceprzewodniczącego. W 2005 został także doradcą Związku Zawodowego Rolników „Solidarni”. W 2007 objął w nim funkcję przewodniczącego regionu podlaskiego. W 2004 został wiceprezesem zarządu wojewódzkiego Związku Szlachty Polskiej, a w 2009 wiceprezesem organizacji Związek Piłsudczyków RP Towarzystwo Pamięci Józefa Piłsudskiego. W 2010 wstąpił również do Stowarzyszenia „Wspólnota Polska”.
W latach 90. zaangażował się w działalność samorządu rolniczego, był prezesem Podlaskiej Izby Rolniczej. W 1995 wstąpił do Polskiego Stronnictwa Ludowego. Pełnił m.in. funkcje prezesa zarządu powiatowego, wiceprezesa zarządu wojewódzkiego, członka rady naczelnej i naczelnego komitetu wykonawczego PSL. Od 1998 do 2002 zajmował stanowisko wójta gminy Dziadkowice. W latach 2002–2006 z ramienia PSL zasiadał w sejmiku podlaskim II kadencji, pełniąc jednocześnie funkcję wicemarszałka województwa. W 2001 i 2005 bez powodzenia kandydował z listy PSL do Sejmu.
W wyborach w 2006 uzyskał reelekcję do sejmiku. W wyniku tego głosowania w 30-osobowym sejmiku 15 mandatów uzyskała koalicja PiS z Samoobroną RP, zaś 15 opozycyjne wobec nich PSL, Platforma Obywatelska oraz Lewica i Demokraci. Wkrótce po rozpoczęciu kadencji Krzysztof Tołwiński przeszedł na stronę PiS, co dało jednej z grup większość i doprowadziło do wyboru Bogusława Dębskiego na urząd marszałka województwa. Ten ostatni zgłaszał kandydaturę Krzysztofa Tołwińskiego na swojego zastępcę, jednak nie uzyskiwała ona większości. Ostatecznie zarząd województwa nie ukształtował się w ciągu trzech miesięcy, co doprowadziło do przedterminowych wyborów do sejmiku. W międzyczasie (w marcu 2007) Krzysztof Tołwiński przystąpił do PSL „Piast” (został prezesem władz wojewódzkich i wiceprezesem zarządu krajowego tej partii). Z jego ramienia nie uzyskał ponownie mandatu radnego województwa.
We wrześniu 2007 został podsekretarzem stanu w Ministerstwie Skarbu Państwa w rządzie Jarosława Kaczyńskiego, miesiąc później bez powodzenia kandydował do parlamentu z listy PiS. W listopadzie tego samego roku podał się do dymisji z zajmowanego stanowiska wiceministra.
5 maja 2010 objął mandat posła VI kadencji w miejsce Krzysztofa Putry, który zginął w katastrofie polskiego Tu-154 w Smoleńsku. W tym samym roku został członkiem PiS. W 2011 i w 2015 ponownie startował do Sejmu z ramienia PiS. W wyborach w 2018 wystartował na radnego sejmiku z ramienia ugrupowania Kukiz’15.
W 2019 został ogłoszony liderem siedleckiej listy Konfederacji Wolność i Niepodległość w wyborach parlamentarnych w tym samym roku (nie uzyskał wówczas mandatu). Również w 2019 został przewodniczącym powiązanej z tym ugrupowaniem organizacji pod nazwą Konfederacja Rolniczo-Konsumencka. Był jednym z kandydatów w zorganizowanych przez tę partię prawyborach, mających wyłonić jej kandydata w wyborach prezydenckich w 2020. Wraz z KRK opuścił Konfederację WiN we wrześniu 2021. W kwietniu 2022 zapowiedział utworzenie nowej partii politycznej o nazwie Front, która została zarejestrowana w marcu 2023 (został jej przewodniczącym).
W sierpniu 2022 w trakcie inwazji Rosji na Ukrainę złożył wizytę na Białorusi. W wyborach w 2023 otwierał listę partii Normalny Kraj do Sejmu (na której znaleźli się też inni działacze Frontu); otrzymał 305 głosów. Zarejestrował swój komitet wyborczy przed wyborami prezydenckimi w 2025; nie złożył jednak podpisów wymaganych do rejestracji swojej kandydatury.

## Życie prywatne
Pochodzi z rodziny pieczętującej się herbem Ogończyk. Jest żonaty, ma sześcioro dzieci.